# Emilia Luboslavova
Emilia Luboslavova Boneva (1997) è una nuotatrice artistica spagnola.

## Palmarès
- Giochi europei

Baku 2015: argento nel libero combinato e nella gara a squadre.